# Bäst i klassen genom tiderna
Bäst i klassen genom tiderna är en svensk barnprogram som hade premiär på SVT Barn och SVT Play i februari 2025. Programledare är Malin Olsson.

## Handling
Skolan i Sverige har funnits i någon mening under 400 år. Serien reser tillbaka i tiden för att se om dagens elever klarar gårdagens skola. Två lag med barn tävlar om att bli bäst i klassen. Barnen tävlar i skolaktiviter som beredskapsövning 1942 och att ta datorkörkort 1996.

## Medverkande (i urval)
- Angelika Prick
- Joel Adolphson
- Cissi Fors
- Sofia Dalén
- Andreas Magnusson
- Tom Karlsson